# Western Michigan University
Western Michigan University är ett amerikanskt offentligt forskningsuniversitet som ligger i Kalamazoo, Michigan och hade totalt 23 914 studenter (18 889 undergraduate students, 4 129 postgraduate students och 896 doktorander) för 2014..
Universitet grundades 27 maj 1903 när Michigans guvernör Aaron T. Bliss undertecknade en ny delstatslag som tillät att ett fjärde utbildningsanrättning etablerades inom delstatens gränser. Den fick namnet Western State Normal School. 1927 blev den klassificerad som ett college och använde olika namn som Western State Teachers College, Michigan College of Education och Western Michigan College. Den 26 februari 1957 stiftade Michigans guvernör G. Mennen Williams en ny delstatslag som tillät utbildningsanrättningen att bli ett universitet, man valde då att byta namn till sitt nuvarande namn.
Universitet tävlar med 15 universitetslag i olika idrotter via sin idrottsförening Western Michigan Broncos.

## Alumner
| Författare - Richelle Mead Idrottare - Keegan Akin - Wade Allison - Ronnie Attard - Chase Balisy - Judi Brown - Sam Colangelo - Kevin Connauton - Joe Corvo - Paul Cotter - Danny DeKeyser - Sheldon Dries - Patrick Dwyer - Scott Foster - Ethen Frank - Glenn Healy - Keith Jones - Mark Letestu - Jamal Mayers - Hugh McGing | - Griffen Molino - Jordan Oesterle - Jason Polin - William Porter - Mattias Samuelsson - Corey Schueneman - Matt Tennyson - Tim Washe Idrottsledare - Neil Smith Musiker - Stephen Lynch - Luther Vandross Politiker/offentlig förvaltning - Carolyn Cheeks Kilpatrick - Mark Schauer Skådespelare - Tim Allen - Bruce Campbell - Terry Crews - David Wayne |